# 土屋圭市
土屋圭市（1956年1月30日—）是長野縣小縣郡東部町（現東御市）出身的日本知名賽車手，是日本國內的許多房車賽和GT車賽的常勝軍。除此之外他也以特殊的甩尾（Drifting）駕駛技巧聞名，有「甩尾王」（ドリキン）之稱，也是此類駕駛運動的積極推廣者。
在國際賽壇方面，土屋個人最高的成就是在1998年與1999年時，兩次代表豐田車隊參加在法國舉辦的知名比賽利曼24小時耐久賽（法語：24 Heures du Mans）。1999年，他與鈴木利男及前日籍一級方程式賽車車手片山右京組隊參賽，駕駛Toyota TS020（又常被稱為Toyota GT-One）拿下當年的不分組總排名亞軍，是日本車手在該賽事裡曾經拿過最高的成就。
他已於2004年宣佈退出車手行列，專心經營自己創立的改裝車廠「圭office」（Kei office）與車隊，培育新人，與推廣以花式甩尾賽車為主的系列賽事D1 Grand Prix（但在2010年與稻田大二郎宣布退出）。在他曾駕駛過的諸多賽車中，以綽號「八六」的豐田後輪驅動轎跑車AE86 Sprinter Trueno最有名，由於他的盛名與競速漫畫《頭文字D》受歡迎之故，使這款車雖然已是停產二十幾年卻在二手車市場上不跌反漲，甚至讓豐田做出繼承其名的新款後繼車86。

## 其他
由於日文裡「市」字的訓讀與「一」字的音讀（ichi）相同，日本媒體常常會把他的名字誤寫為「土屋圭一」。
土屋也出現過幾部賽車影片，包括與知名賽車手黑澤元治、黑澤琢彌、中谷明彥、木下隆之和服部尚貴等人合作的〈Best Motoring〉；與織戶學、谷口信輝主持的〈Hot Version〉，其中以「山路（Touge）競速」單元最為有名；〈Video Option〉裡的「ドリフト天国 ( Dorifuto Tengoku)」甩尾大賽擔任總評審，後來培養出許多甩尾好手，並在2001年組「D1 Team」，包括野村謙、熊久保信重、風間靖幸、谷口信輝、今村陽一、神本壽和古口美範等人。
2010年，土屋和〈Video Option〉社長稻田大二郎在〈Hot Version〉第110集宣布退出D1 Grand Prix團隊，並又另組〈Drift Muscle Champion〉公司，每年會舉辦一系列比賽，而且以異於D1比賽制度評判，目的是能找到更多喜愛玩車和甩尾的人。
基於其在車輛競技界的盛名，土屋曾受邀在一些與車輛有關的電影作品中客串演出，其中包括由他擔任技術指導的知名日本賽車漫畫《頭文字D》之動畫版，在該動畫中他配音演出男主角之父藤原文太昔日在車界闖蕩時的老友，也就是土屋自己本人的角色。除此之外，他曾經參與日本電影《首都高速》系列的演出，也曾在美國賽車電影《玩命關頭3：東京甩尾》（The Fast and Furious 3: Tokyo Drift）中與日本知名甩尾車隊Team Orange的車手熊久保信重一起客串演出在港邊碼頭上釣魚的兩位神秘中年男子。